# Ylenja Lucaselli
Ylenja Lucaselli (Taranto, 22 aprile 1976) è una politica italiana.

## Biografia
Nata a Taranto, ma residente a Roma, ha frequentato l'Università degli studi di Modena e Reggio Emilia, dove si è laureata in giurisprudenza. In seguito è diventata global advisor di una delle principali società statunitensi nella distribuzione di vino con sede a Miami.

## Attività politica
Inizia a fare politica nell'Unione di Centro, per poi aderire alla scissione di Marco Follini (ex segretario del partito) in Italia di Mezzo nel 2006, che poi l'anno successivo confluisce nel Partito Democratico.
Nel 2008 ha fatto parte del gruppo formatore del comitato Democratici per Emiliano, nel 2009 è stata candidata con il centro-sinistra nelle elezioni provinciali di Taranto, nel 2010 è stata candidata del Partito Democratico alle elezioni regionali, dove risulta l'ultima dei candidati, raccogliendo appena 32 preferenze.

### Elezione a deputato
Alle elezioni politiche del 2018 viene candidata alla Camera dei deputati, tra le liste di Fratelli d'Italia come capolista nel collegio plurinominale Emilia-Romagna - 04, risultando eletta deputata. Nel corso della XVIII legislatura ha fatto parte della 5ª Commissione Bilancio, tesoro e programmazione (2018-2021; 2021-2022) e della 12ª Commissione Affari sociali (2021).
Alle elezioni politiche anticipate del 2022 si ricandida alla Camera, tra le liste di Fratelli d'Italia nei collegi plurinominali Emilia-Romagna - 01, 02 e 03 in seconda posizione, venendo rieletta a Montecitorio nel primo collegio. Nella XIX legislatura è membro della 5ª Commissione Bilancio, tesoro e programmazione, della Commissione parlamentare d'inchiesta sulla morte di David Rossi, presidente del Collegio d'appello e segretaria del Comitato parlamentare per i procedimenti di accusa e Giunta per le autorizzazioni.
A giugno 2024, a seguito di un'inchiesta di Fanpage.it sulla organizzazione giovanile di Fratelli d'Italia (Gioventù Nazionale), si dimette il capo della sua segreteria Elisa Segnini Bocchia (dirigente dell'organizzazione).

## Vita privata
È sposata con Daniel Scott Hager, statunitense di fede ebraica, e ha due figli.